# Fingerprint File
«Fingerprint File» —en español: «Archivo de huellas dactilares»—, es una canción escrita por Mick Jagger y Keith Richards para su banda The Rolling Stones. Se encuentra incluida en el disco It's Only Rock 'n' Roll de 1974. 

## Historia
Es uno de sus primeros intentos de ramificarse en la música dance o electrónica. La canción se asemeja a la música de Sly and the Family Stone. La letra, similar a «1984» de David Bowie lanzada el mismo año, expresa frustración por la vigilancia del gobierno, tal vez inspirada en informes de las escuchas telefónicas de grupos "radicales" en los Estados Unidos durante la presidencia de Richard Nixon.
La grabación de «Fingerprint File» comenzó en los estudios Musicland de Múnich en noviembre de 1973. Continuaron tiempo después en la casa de Jagger en Newbury con el uso del Rolling Stones Mobile Studio y terminó en Island Recording Studios en Londres.
Los ingredientes clave de la canción son la guitarra rítmica interpretada por Mick Jagger, que cuenta con una gran phasing debido al uso del pedal de efectos MXR Phase 100 y el bajo altamente orientado al jazz / funk interpretada por Mick Taylor. Keith Richards utiliza el pedal wah-wah en su guitarra. Bill Wyman aporta un sintetizador, Charlie Watts la batería, Billy Preston en clavinet y Nicky Hopkins en el piano. Charlie Jolly Kunjappu aporta la tabla.
La canción ha sido grabada en vivo e incluida en varios discos en directo, como es el caso de Love You Live de 1977 y L.A. Friday (Live 1975), grabado durante el Rolling Stones Tour of the Americas '75.
En la mayoría de las versiones de It's Only Rock 'n' Roll, «Fingerprint File» es masterizado a una velocidad más rápida que la grabación original. Una reedición japonesa del álbum, realizada en el 2011 en formato SHM-SACD, cuenta con una versión corregida de la velocidad de la canción, de un minuto y medio de duración más larga que otras versiones.

## Personal
Acreditados:
- Mick Jagger: voz, guitarra eléctrica.
- Keith Richards: guitarra eléctrica, coros.
- Mick Taylor: guitarra eléctrica, bajo.
- Bill Wyman: sintetizador.
- Charlie Watts: batería.
- Billy Preston: clavinet.
- Nicky Hopkins: piano.
- Charlie Jolly Kunjappu: tabla.